# Gabriel Gonsum Ganaka
Gabriel Gonsum Ganaka (* 24. Mai 1937 in Pankshin, Nigeria; † 11. November 1999) war ein nigerianischer Geistlicher und römisch-katholischer Erzbischof von Jos.

## Leben
Gabriel Gonsum Ganaka empfing nach dem Studium der Katholischen Theologie und Philosophie am 4. Juli 1965 durch den Bischof von Jos, John J. Reddington SMA, das Sakrament der Priesterweihe.
Am 17. Mai 1973 ernannte ihn Papst Paul VI. zum Titularbischof von Cuicul und bestellte ihn zum Weihbischof in Jos. Der Bischof von Ikot Ekpene, Dominic Ignatius Ekandem, spendete ihm am 9. September desselben Jahres die Bischofsweihe; Mitkonsekratoren waren der Bischof von Umuahia, Anthony Gogo Nwedo CSSp, und der Bischof von Benin City, Patrick Ebosele Ekpu.
Paul VI. ernannte ihn am 5. Oktober 1974 zum Bischof von Jos. Am 26. März 1994 wurde Gabriel Gonsum Ganaka infolge der Erhebung des Bistums Jos zum Erzbistum von Papst Johannes Paul II. zum Erzbischof von Jos bestellt.